# جون إل. كان جونيور
جون إل. كان جونيور (بالإنجليزية: John L. Kane Jr.)‏ هو قاضي ومحامي أمريكي، ولد في 14 فبراير 1937 في توكومكاري في الولايات المتحدة.